# 後期インブリウム代
| コペルニクス代     |
| エラトステネス代   |
| 後期インブリウム代 |
| 前期インブリウム代 |
| ネクタリス代       |
| 先ネクタリス代     |

後期インブリウム代（こうきインブリウムだい、Upper Imbrian）は、月の地質年代尺度の一つであり、38億年前（現在の雨の海の場所に巨大隕石が衝突した時）から32億年前までの時代を指す。

## 後期インブリウム

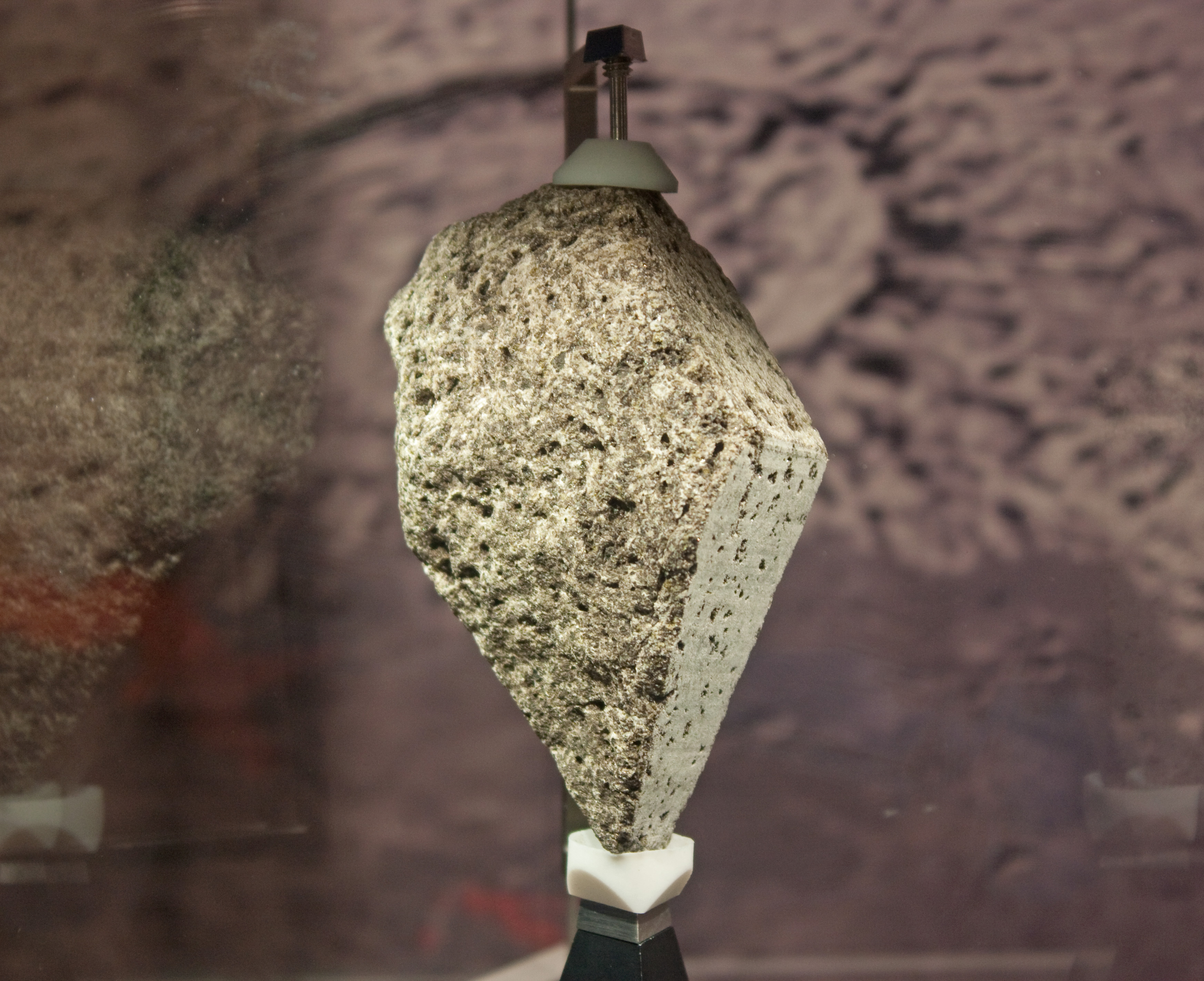
月のかんらん石玄武岩は約33億年前に形成された

月の地質年代尺度では、後期インブリウム時代は38億年前から約32億年前の間に発生した。月の盆地の下のマントルが部分的に溶けて玄武岩で満たされた時代であった。前期インブリウム代の衝撃で上にある岩石が薄くなったために融解が起こったと考えられている。マントルへの減圧によりマントルが上昇し、融解した物質が表面に近づいた。または、上にある断熱材が減少したために、熱がマントルを通って上向きに流れるときに上部が溶ける。研究のために地球に戻された月のサンプルの大部分は、この時代から来ている。
地球に相当するものは始生代の半分で構成されています。